# Vojtěch Záveský
Vojtěch Záveský (* 16. června 1983 Litoměřice), známý též pod přezdívkou Vojtaano, je český hudebník, zpěvák, rapper, herec a stand up komik.

## Život a kariéra
Narodil se 16. června roku 1983 v Litoměřicích. Po vystudování gymnázia se přestěhoval do Prahy. Během dospívání psal dlouhé básně, většina z nich se ale nedochovala.
Věnuje se skládání a hraní písní. Jeho hlavními žánry jsou především hip hop, blues, reggae, pop, ska až po punk. Poprvé na sebe výrazněji upozornil písní Lavina, která se stala hlavní skladbou internetového seriálu Vyšehrad. Další písničkou, která jej proslavila, byla skladba Budulínek vs. Galantní Jelen. V roce 2017 vydal své první studiové album The Best of Vojtaano. Na něj navázal alby 2020 (2021) a Do trojky (2023).
Kromě hudby se věnuje i herectví. Zahrál si v epizodních rolích v seriálech Ulice, Helena, Kriminálka Anděl nebo Případy 1. oddělení. Objevil se například ve filmech Rodinný film, Andílek na nervy, Teorie tygra nebo Bajkeři. Menší roli si zahrál i v celovečerním filmu Vyšehrad Fylm, ke kterému složil hudbu.
Patří mezi pravidelné vystupující ve stand up pořadu Na stojáka.
V červenci 2014 se v Las Vegas oženil s herečkou Petrou Duspivovou. Společně adoptovali syna Antonína. Celá rodina žije v Praze.

## Filmografie

### Filmy
- Rodinný film (2015)
- Andílek na nervy (2015)
- Teorie tygra (2016)
- Bajkeři (2017)
- Vyšehrad Fylm (2022)

## Diskografie

### Studiová alba
- The Best of Vojtaano (2017)
- 2020 (2021)
- Do trojky (2023)